# Runner2
Bit.Trip Presents... Runner2: Future Legend of Rhythm Alien, abreviado comúnmente como Runner2, es un videojuego de plataformas lateral de 2013, desarrollado por Gaijin Games. El juego es una secuela directa de Bit.Trip Runner, y ha sido lanzado como un título descargable para PlayStation 3, PlayStation Vita, Xbox 360, Wii U, Microsoft Windows, OS X, Linux y iOS, al igual que para PlayStation 4 en 2016 y Nintendo Switch en 2024. Las versiones de PC, Mac, Linux y Wii U fueron distribuidas directamente por Gaijin Games; y las versiones de Xbox 360 y PlayStation 3, por Aksys Games.
Las cinemáticas y las opciones del menú están narradas por Charles Martinet.
Aunque Runner2 tenga muchas cosas en común con su predecesor, sus gráficos poligonales marcan un salto significante de las entregas pasadas en la serie Bit.Trip. En una entrevista con Push Square, el cofundador de Gaijin Games, Mike Roush, citó la urgencia del estudio de «desplegar un poco las alas» como fuente de inspiración del cambio.
Runner2 ha sido bien recibido por los críticos. Una secuela, Runner3, fue lanzada en 2018 para Nintendo Switch, PlayStation 4 y PC.

## Jugabilidad
Runner2 se encuentra dividido en cinco mundos temáticos, cada uno dispone de catorce niveles regulares y cinco niveles extra, para un total de noventa y cinco. La meta de cada nivel consiste en guiar al personaje escogido hasta el final, sin golpear ningún obstáculo ni caer a un precipicio. El personaje correrá automáticamente. Para llegar a la meta de forma segura, el jugador deberá saltar, deslizarse y patear, entre otros movimientos más complejos que incluyen montar rieles, desviar proyectiles con un escudo, y patear mientras se desliza. La mayoría de los obstáculos requieren que el jugador realice una acción específica para sobrevivir —saltar por encima de enemigos terrestres, deslizarse debajo de enemigos flotantes o bolas de fuego, patear carteles de alto— pero el jugador puede desviar los bloques de ritmo para ganar puntos, o simplemente deslizarse debajo de ellos. Si el jugador golpea un obstáculo, se choca con una pared, o se cae a un precipicio, el juego retrocede al comienzo del nivel. Runner2 introduce puntos de control en medio de los niveles y después de cada fase del jefe del nivel. Si el jugador sufre daño luego de un punto de control, el juego rebobinará a aquel punto. El juego penaliza los fracasos levemente: no se cuenta la cantidad de vidas, por lo que el jugador puede fallar un nivel tantas veces como sea necesario. Pero sí reinicia el área de rebobinado, y el jugador se verá obligado a recolectar barras de oro y mejoras nuevamente. También se registran la cantidad de golpes y su relación con los niveles completados, aunque esto solo afecta a los jugadores interesados en consultar las estadísticas.
Si bien comparte el estilo de desplazamiento automático de su predecesor, el juego presenta varias características nuevas. Estas incluyen: un movimiento de vuelo que permite al personaje viajar más adelante mientras salta, una voltereta que consiste en girar la palanca analógica en conjunto con la posición del personaje en un círculo, estructuras con forma de diamante que encargan al jugador presionar botones en el momento adecuado, y un movimiento de danza. El movimiento de vuelo resulta necesario para realizar muchos de los saltos del juego. La voltereta y el diamante recompensan a los jugadores con buena sincronización otorgándoles puntos extra, sin el riesgo de sufrir un golpe. La danza también otorga puntos extra, pero se ignorarán las demás acciones como el salto o el deslizamiento por aproximadamente el medio segundo que dura la animación de la danza. Esto significa que el jugador debe tener sumo cuidado al bailar para maximizar sus puntos sin golpear ningún obstáculo. Como se mencionó previamente, el juego también introduce puntos de control. Estos tienen la forma de barras de cruce, permitiendo al jugador volver a dicho punto en lugar del comienzo del nivel. Si el jugador salta un punto de control, no se fijará como punto de rebobinado, pero se otorgarán puntos extra. En caso de recoger todas las barras de oro y mejoras de modo en un nivel, se concederá la oportunidad de disparar al personaje a un blanco gigante desde un cañón. Mientras más cerca impacte en el centro, mayor puntaje se ganará. Acertar al centro le otorga al jugador un rango Perfect+, el cual es el objetivo de algunos de los desafíos, logros o trofeos del juego.

### Trajes y personajes alternativos
Runner2 cuenta con una variedad de desbloqueables, como trajes adicionales y personajes nuevos, incluyendo a Unkle Dill, CommandgirlVideo, Whetfahrt Cheeseborger, Reverse Merman, Pitazo, CaptainVideo, y retro CommanderVideo. Los trajes se encuentran escondidos en cofres del tesoro distribuidos a lo largo del juego, mientras que los personajes nuevos son obtenidos completando ciertos niveles. Bastará con que el jugador corra hacia un cofre del tesoro para reclamar al personaje, y este permanecerá desbloqueado incluso si el jugador sufre daño más adelante en el mismo nivel. En algunos niveles habrá candados gigantes que bloquearán el camino al cofre. El jugador primero deberá completar el nivel de la bóveda de llaves de ese mundo para hacer aparecer las llaves, y luego repetir dichos niveles para tomar la llave y el cofre.

### Niveles retro
Al igual que en su predecesor, Runner2 alberga varios niveles retro, los cuales son desbloqueados cuando los jugadores encuentran cartuchos de Famicom escondidos. Recolectar un cartucho terminará el nivel inmediatamente; en algunos casos, el jugador debe recolectar una llave para abrir un candado que bloquea el camino que contiene el cartucho. Mientras que los niveles retro de Runner estuvieron inspirados en la era de la Atari 2600, los niveles retro de Runner2 se parecen más a la era de los 8-bit.[cita requerida]

## Desarrollo y lanzamiento
Runner2 fue lanzado como un título descargable para la Wii U en la Nintendo eShop, y para Microsoft Windows, OS X, y Linux a través de Steam el 26 de febrero de 2013. Fue posteriormente lanzado para Xbox 360 en Xbox Live Arcade al día siguiente. El juego fue lanzado en la PlayStation Network el 5 de marzo de 2013. Aunque todas las versiones sean iguales en general, la versión de Wii U ofrece la posibilidad de jugar en el GamePad de Wii U con la función de TV apagada. Los desarrolladores también han confirmado que, debido a que la Wii U fue la plataforma más moderna con mayor memoria, tiene los mejores tiempos de carga de todas las consolas en general. Runner2 fue removido de la tienda de Xbox en algún punto del 2018, junto a otros títulos publicados por Aksys.

### Lanzamientos posteriores
El juego también se encuentra disponible para iOS, PS Vita y PS4. La versión de iOS fue lanzada el 31 de octubre de 2013. Dicha versión se titula Bit.Trip Run! y es similar a la versión de consolas. El desarrollador ha prometido una actualización para la versión de iOS, que contará con logros y tablas de clasificación de GameCenter, controles virtuales, una mejor tienda y más niveles. Nunca fue porteado a Android.

### Contenido descargable
Un paquete DLC llamado «Good Friends» fue lanzado en Steam el 11 de julio de 2013, con un lanzamiento posterior para las versiones de consola. El DLC añade seis personajes de varios títulos, incluyendo a Dr. Fetus de Super Meat Boy, Josef de Machinarium, Quote de Cave Story, Raz de Psychonauts, y Spelunker de Spelunky, junto a un traje de Commander Video invisible. Atlas de Portal 2 es un personaje exclusivo de Steam.

## Audio
Al igual que en el resto de los juegos de la serie Bit.Trip, la música de Runner2 resulta fundamental para la experiencia. Cada acción tiene un sonido asociado, permitiendo al jugador contribuir a la banda sonora a medida que progresa. La música de los niveles retro ha sido proporcionada por el artista chiptune Disasterpeace, mientras que el resto de la banda sonora está compuesta por Petrified Productions. La narración del juego está hecha por el actor de voz que interpreta a Super Mario, Charles Martinet.

## Promoción
Previo a su lanzamiento, Gaijin Games promovió Runner2 con varios videos, anuncios de personajes, y actualizaciones frecuentes en su blog. En un post, el estudio le pidió a sus lectores que escribieran nombres para los niveles del juego, en otro hablaron de la transparencia en el desarrollo y los méritos de mantener a los fanes y a la prensa al tanto a lo largo de la creación del juego.
En uno de los anuncios mejor publicitados, el cofundador de Gaijin Games, Alex Neuse, informó a Joystiq que el equipo llevó la cuenta de cuántas cervezas consumieron en el transcurso del desarrollo.

## Recepción
Runner2 fue recibido con reseñas positivas. IGN lo llamó «uno de los juegos de música más finos jamás hechos», y se refirió a la sincronía entre la música y la jugabilidad como hipnótica. GameSpot aclamó de forma similar a la banda sonora y a la jugabilidad, declarando que «te sientes como si estuvieras reaccionando instintivamente con los botones antes de darte cuenta de lo que haces a consciencia». Neal Ronaghan de Nintendo World Report se refirió al juego como «uno de los mejores plataformeros laterales de los últimos tiempos», citando en particular sus gráficos y su jugabilidad.
Chris Plante de Polygon disfrutó de la personalidad acogedora de Runner2, llamándolo un juego que «todos pueden jugar». Kyle MacGregor de Destructoid dijo que, aunque se encontrara nervioso por el salto de Runner2 de los gráficos retro característicos de la serie Bit.Trip, «prefiero la nueva apariencia». También ha dicho que se sintió «como un progreso natural para la serie», y que «Runner2 es un plataformero maravilloso que prácticamente cualquiera debería poder disfrutar».

### Ventas
El juego ha vendido más de 1 millón de unidades para marzo de 2014.